# Элли (циклон)

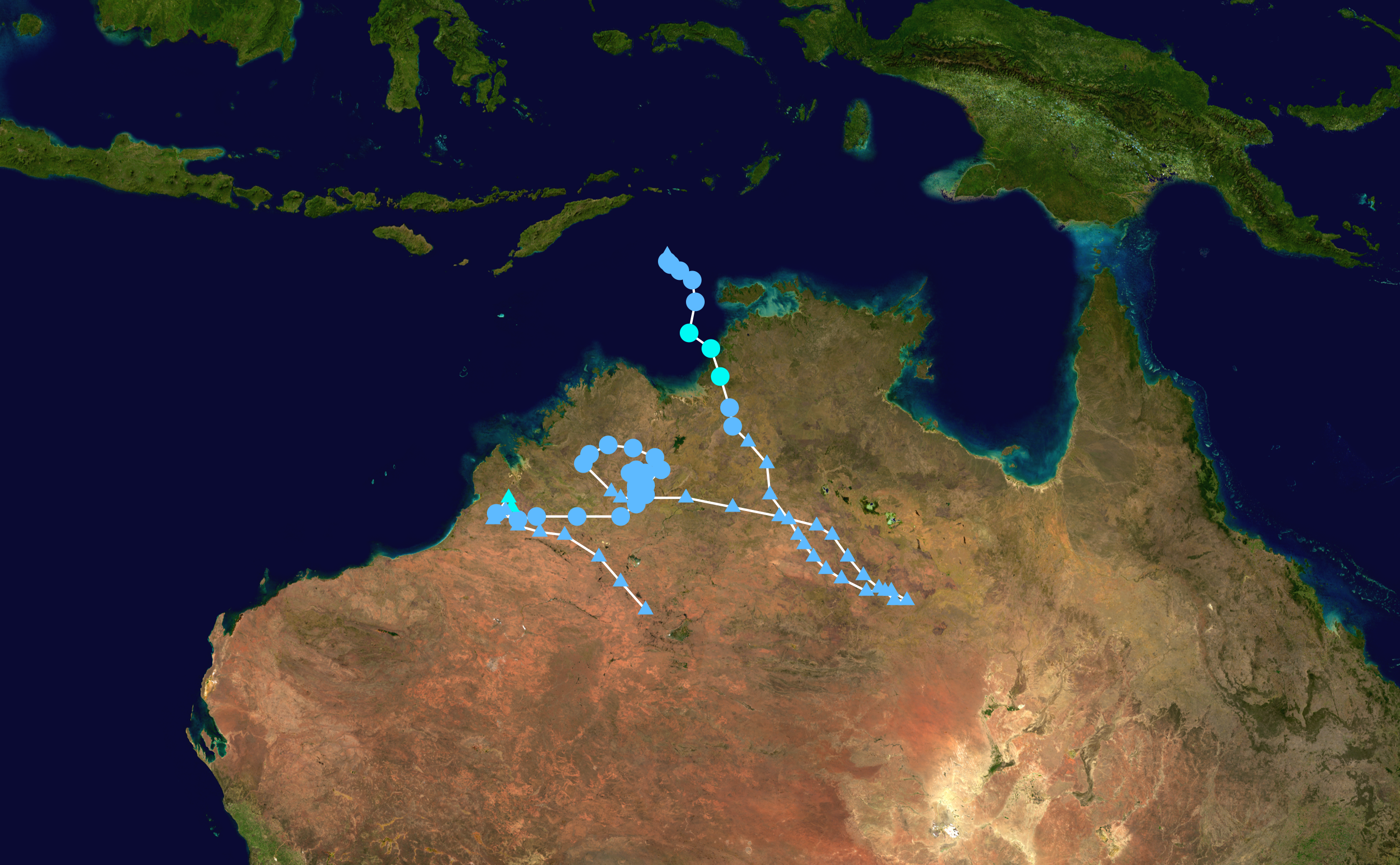
Схема движения циклона по океану

Циклон Элли (англ. Cyclone Ellie) — тропический циклон первой категории сезона австралийских циклонов 2022-23 годов, прошедший по штатам Северной территории и Западной Австралии в декабре 2022 и январе 2023 года.
"Людям в Кимберли приходится иметь дело с таким наводнением, которое бывает раз в 100 лет, с худшим наводнением который когда-либо происходил в истории штата Западная Австралия"- министр по чрезвычайным ситуациям штата Западная Австралия Стивен Доусон.

## Подготовка
В воскресенье, 8 января ошибочно было спрогнозировано ослабление дождей. Однако по всему штату начались сильные дожди, а округ Кимберли настигло одно из самых мощных наводнений в истории Австралии. Заранее было эвакуировано 233 человека, всего в округе живёт 1,3 тыс. человек.

## Последствия
Наводнение вызвало продовольственный кризис. Продукты и лекарства жителям доставляют с помощью авиации Вооружённых сил Австралии, они же используются для спасательных и эвакуационных операций. 
"Размер ущерба ещё только предстоит оценить, однако ожидается, что на преодоление последствий стихии в регионе уйдут месяцы" - издание "Интерфакс"
Премьер-министр Австралии Эстони Албаниз пообещал помощь федеральных властей пострадавшим районам.

## Погибшие и пострадавшие
Информации о погибших и пострадавших нет.